# Maxime Renaud (basket-ball)
Maxime Renaud, né le 17 janvier 1984, à Abbeville, en France, est un joueur français de basket-ball. Il évolue au poste de pivot.